# 杜博維克 (拉多梅什利區)
50°36′32″N 29°0′36″E / 50.60889°N 29.01000°E
杜博維克（烏克蘭語：Дубовик）是烏克蘭北部的村莊，隸屬日托米爾州的日托米爾區。該村面積0.52平方公里，海拔高度178米，2001年該村落人口117。